# James Whale
James Whale (ur. 22 lipca 1889 w Dudley, zm. 29 maja 1957 w Los Angeles) – brytyjski reżyser filmowy i teatralny, pracujący w Stanach Zjednoczonych.
Urodził się w biednej rodzinie w miasteczku górniczym. Po wybuchu I wojny światowej wstąpił ochotniczo do armii, walczył na froncie, został schwytany przez Niemców i osadzony w obozie jenieckim. Po wojnie został zwolniony, zajął się reżyserią filmową. W 1930, po przeniesieniu się do USA, wyreżyserował filmową wersję dramatu R.C. Sherriffa Kres wycieczki. W tym samym czasie Howard Hughes poprosił go o pomoc przy reżyserowaniu wysokobudżetowego dramatu o pilotach I wojny światowej Aniołowie piekieł, w 1931 został zaangażowany przez Universal Studios do reżyserii Waterloo Bridge, adaptacji sztuki Roberta E. Sherwooda. W tym samym roku wielki sukces i miano „mistrza horroru” przyniósł mu film Frankenstein (adaptacja powieści Mary Shelley), do którego zaangażował mało znanego wówczas brytyjskiego aktora Borisa Karloffa. W 1935 nakręcił kontynuację tego filmu pt. Narzeczona Frankensteina. Sukcesy przyniosła mu również adaptacja powieści J.B. Priestleya Stary mroczny dom (1932) i adaptacja powieści H.G. Wellsa Niewidzialny człowiek. W 1936 wyreżyserował dramat muzyczny Statek komediantów, w 1937 dramat Droga powrotna i komedię Przygoda pod Paryżem, w 1938 dramat Port siedmiu mórz, a w 1939 adaptację powieści Wicehrabia de Bragelonne Alexandre Dumasa Człowiek w żelaznej masce. Otwarcie przyznawał się do swojego homoseksualizmu. Jego filmy doprowadziły do ugruntowania horroru jako gatunku filmowego i do pojawienia się fascynacji filmami grozy na całym świecie.
W 1998 powstał film biograficzny o Jamesie Whale'u Bogowie i potwory w reżyserii Billa Condona.